# Pandean Lamper
Pandean Lamper is een bestuurslaag in het regentschap Semarang van de provincie Midden-Java, Indonesië. Pandean Lamper telt 14.873 inwoners (volkstelling 2010).